# Les Opies
Les Opies sont le point culminant du massif des Alpilles à 496 mètres d'altitude, dans la partie orientale des Alpilles, sur le territoire de la commune d'Eyguières (Bouches-du-Rhône). Ce sommet doit son nom à la mauvaise transcription du nom provençal Aupiho (« petites Alpes ») du massif.

## Randonnée
Trois sentiers de randonnée permettent d'accéder aux Opies :
- un au départ de l'est depuis un point sur la route D25 proche de Roquemartine ;
- un au départ de la D25a allant à Aureille ;
- un au départ du village d'Aureille au pied du château.

Les deux derniers sentiers se rejoignent en un même sentier ouest. La première partie du sentier, peu difficile, s'effectue dans un maquis particulièrement luisant par temps ensoleillé. Une partie du sentier ouest traverse des arbres brûlés par des incendies de forêt dont le dernier en septembre 2003. Les sentiers est et ouest se rejoignent à un grand cairn. À partir de là, un petit sentier permet d'effectuer une courte ascension finale.
En raison des réglementations en vigueur concernant la prévention des incendies de forêt, l'accès à ce site est interdit en saison estivale les jours où le mistral souffle fort.

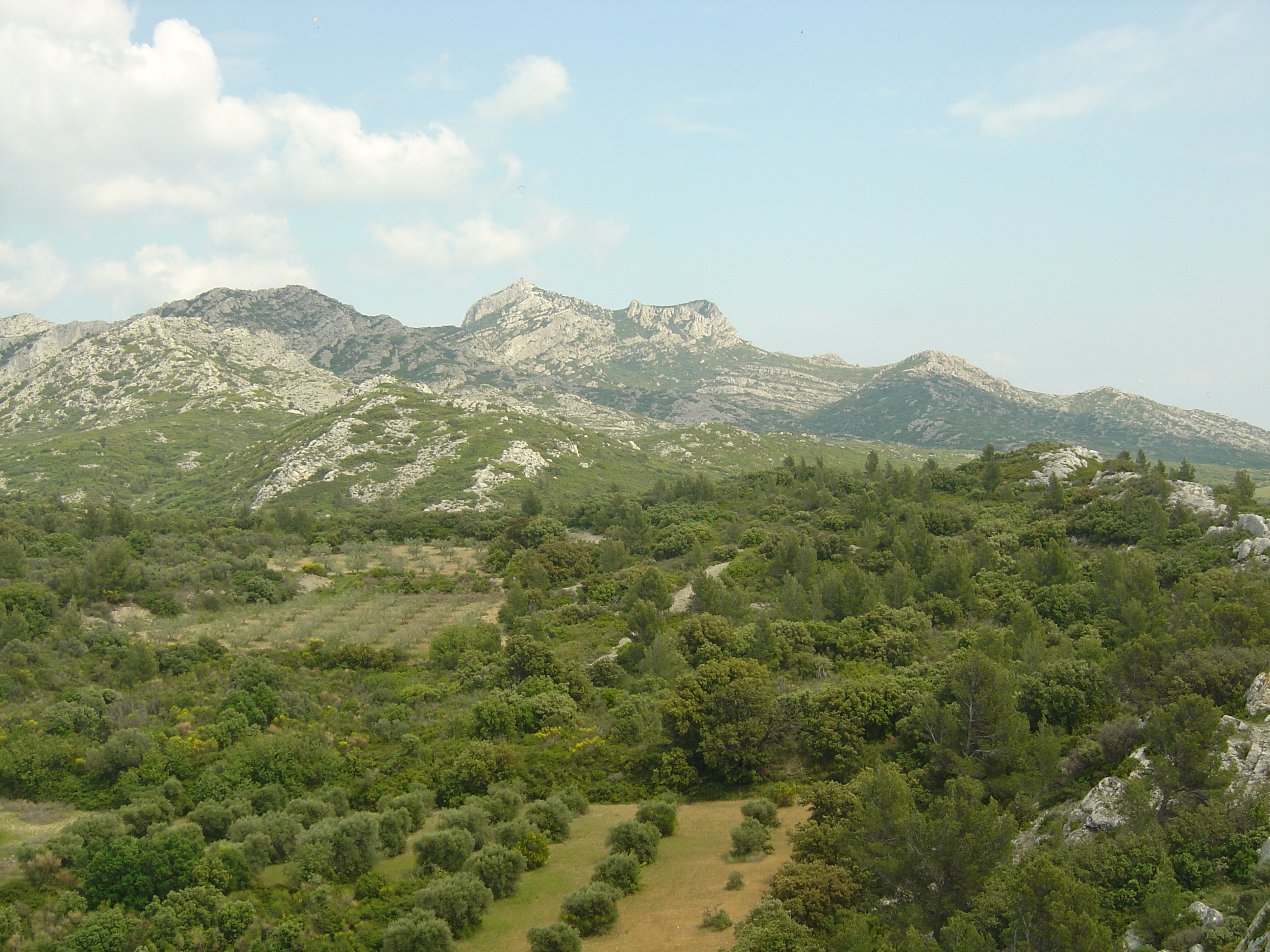
Les Opies vus d'Aureille.
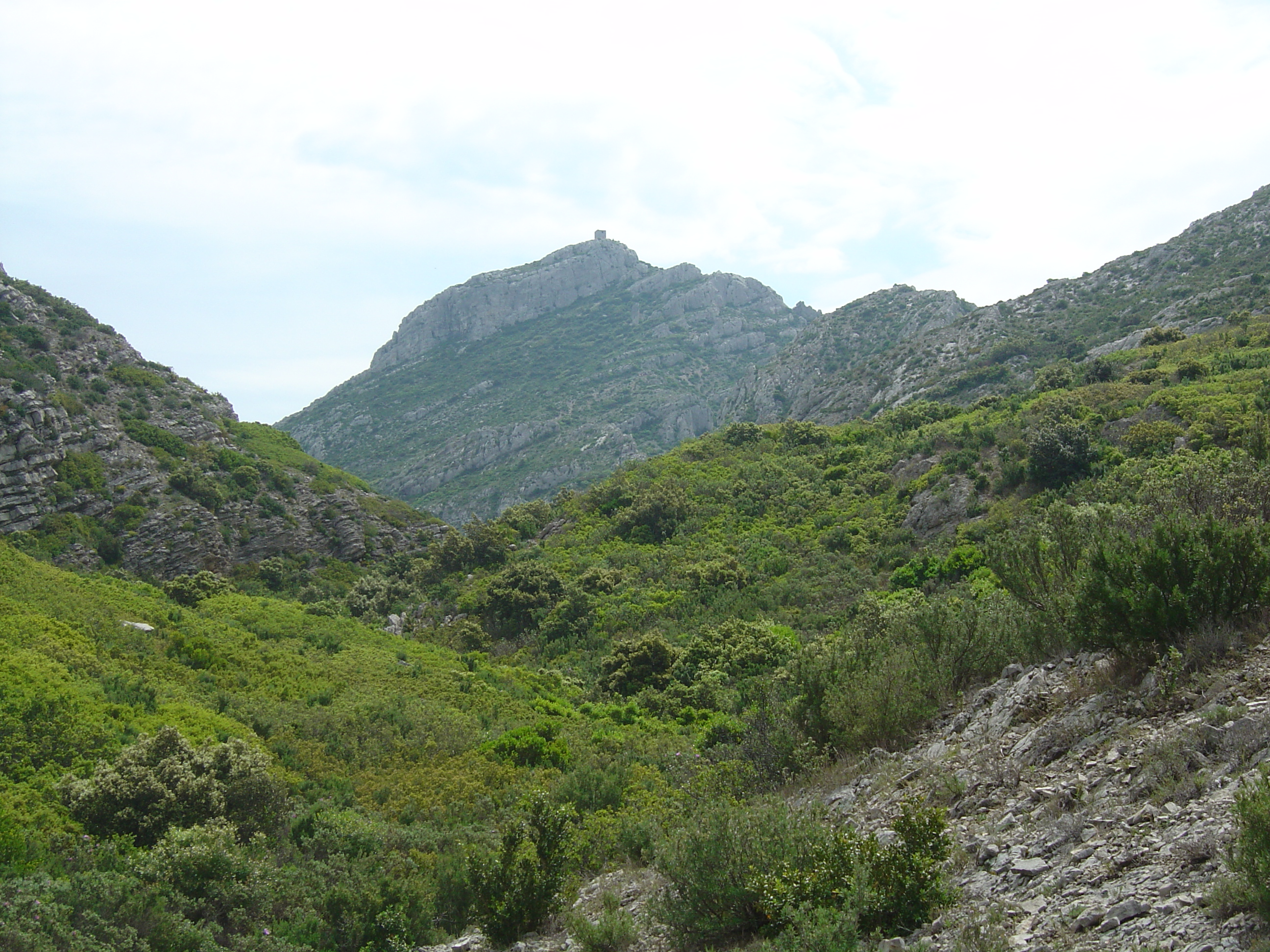
Le sommet vu du sentier ouest.
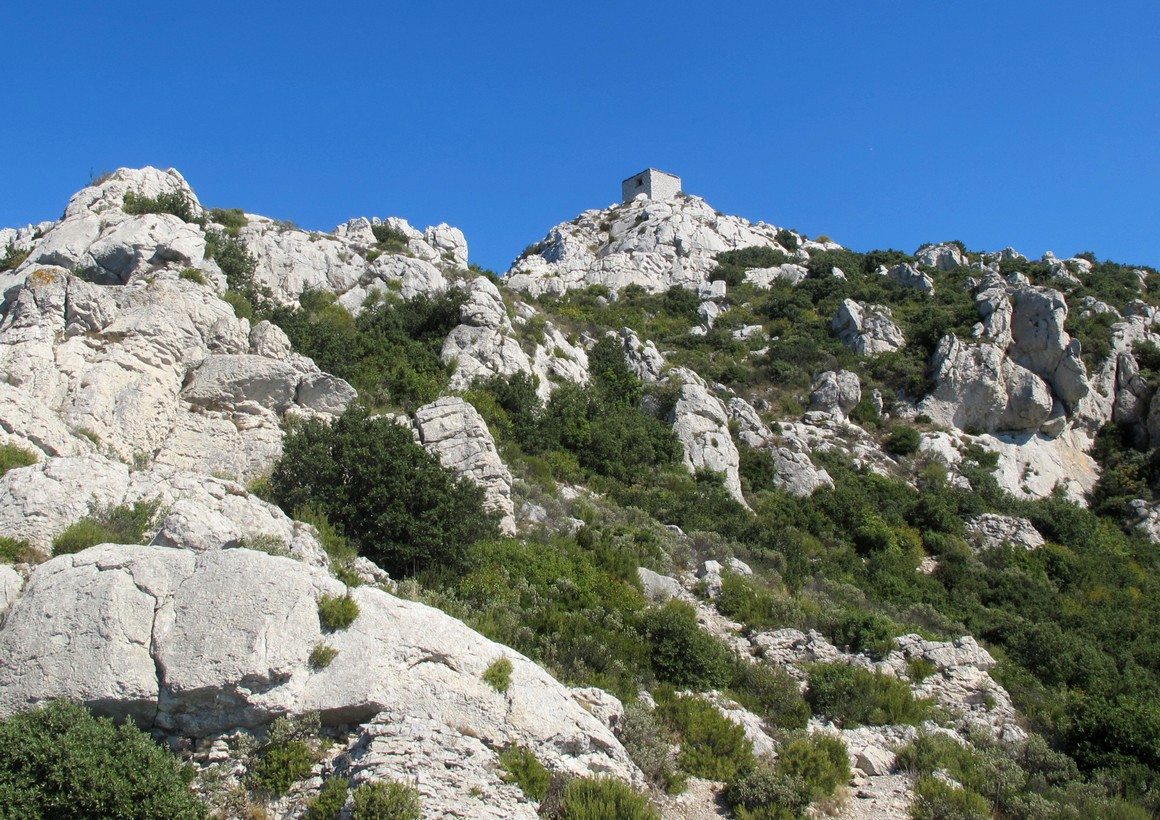
Les rochers à l'approche du sommet.

## Site de la tour

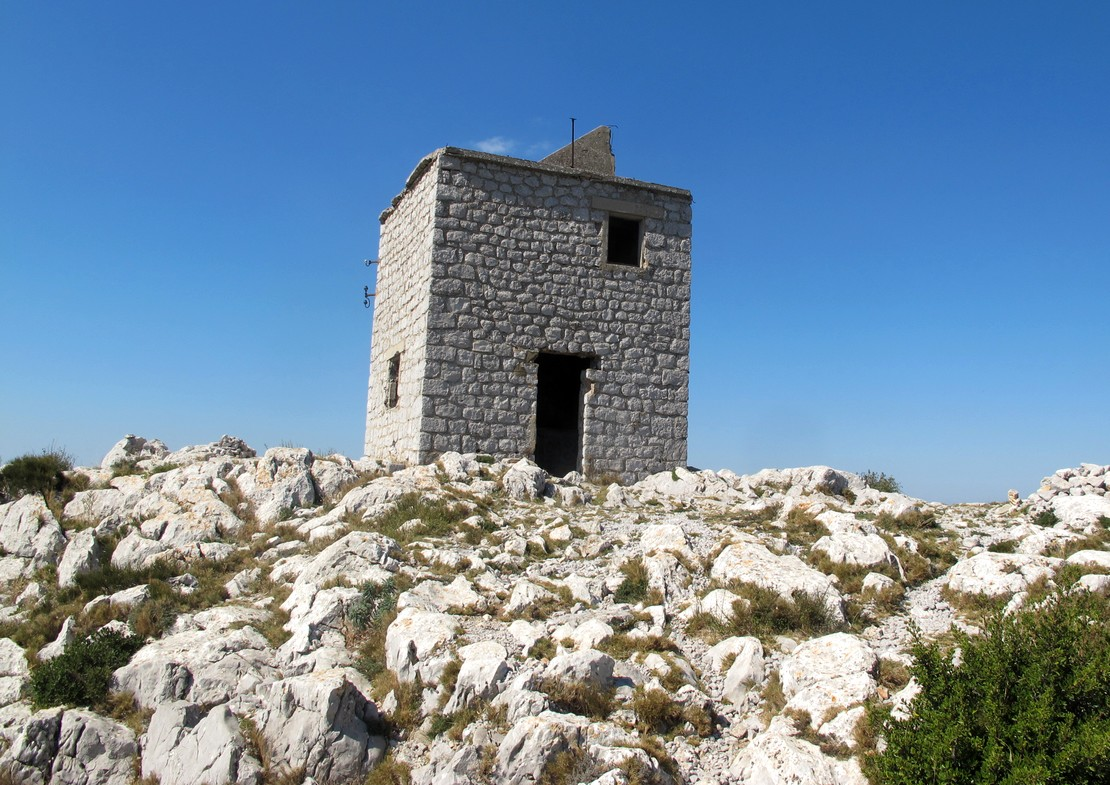
La tour des Opies.

La tour des Opies est un petit bâtiment construit au point le plus élevé de la chaîne des Opies, une tour carrée, à la manière des actuelles vigies qui se dressent au sommet de plusieurs massifs provençaux pour prévenir les risques d'incendie. On peut encore apercevoir les vestiges d'une ligne téléphonique qui reliait la tour au village d'Aureille.